# Virgilus normalis
Genre
Espèce
Virgilus normalis, unique représentant du genre Virgilus, est une espèce d'araignées aranéomorphes de la famille des Amaurobiidae.

## Distribution
Cette espèce est endémique d'Équateur.

## Description
La femelle holotype mesure 3,5 mm.

## Publication originale
- Roth, 1967 : A review of the South American spiders of the family Agelenidae (Arachnida, Araneae). Bulletin of the American Museum of Natural History, no 134, p. 297-346 (texte intégral).